# Metropolregion Cincinnati

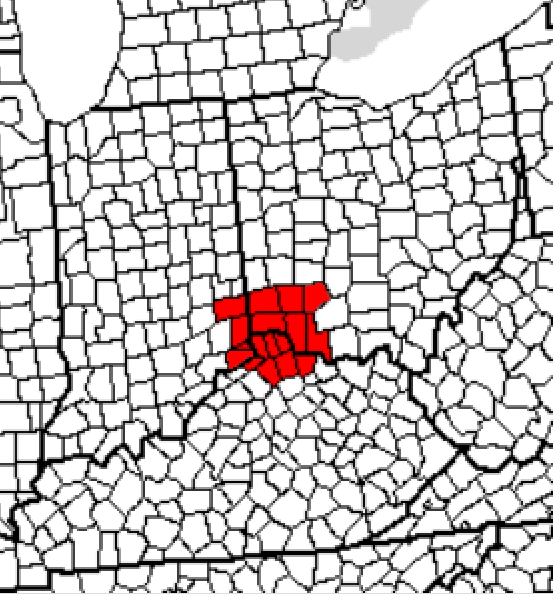
Metropolregion Cincinnati

Die Metropolregion Cincinnati (Englisch: Cincinnati metropolitan area), auch als Greater Cincinnati oder Cincinnati Tri-State area bekannt, ist eine Metropolregion zentriert um die Stadt Cincinnati. Sie erstreckt sich über drei Bundesstaaten und schließt Countys in Ohio, Kentucky und Indiana ein. Das United States Office of Management and Budget bezeichnet das Gebiet als Cincinnati, OH-KY-IN Metropolitan Statistical Area (MSA) und definiert es als 17 Countys in drei Bundesstaaten. Die etwas größere Cincinnati–Wilmington–Maysville, OH-KY-IN Combined Statistical Area (CSA) enthält zusätzlich noch das Clinton County, Ohio und Mason County, Kentucky. Die Metropolregion Cincinnati ist Teil der größeren Megalopolis Chipitts.
Bei der Volkszählung im Jahr 2020 zählte die MSA Cincinnati 2.256.884 Einwohner und war damit der 30. größte Ballungsraum in den USA, gemessen an der Bevölkerungszahl. Sie hat eine Fläche von ca. 11.800 km².

## Zusammensetzung

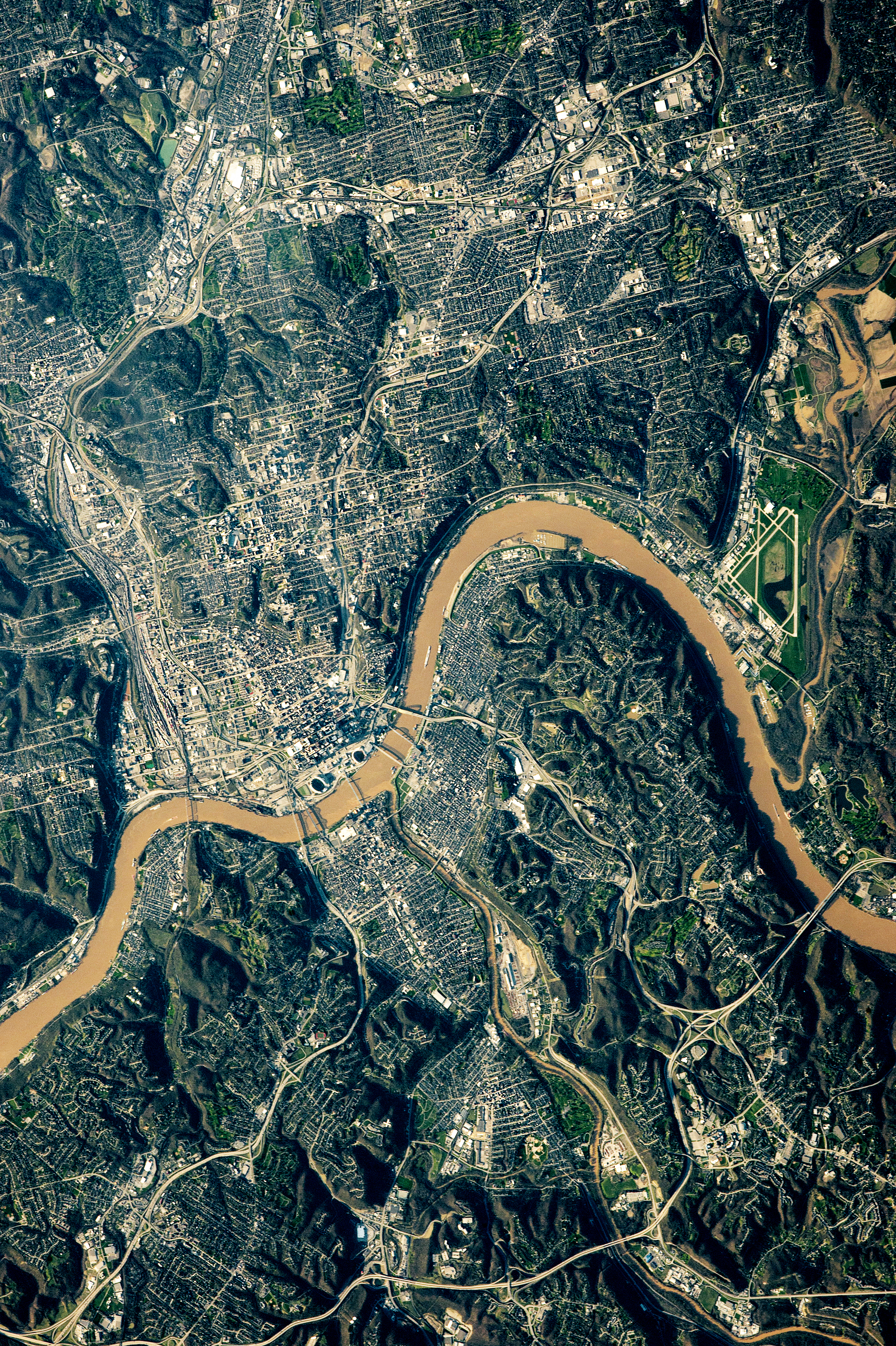
Satellitenaufnahme der Metropolregion

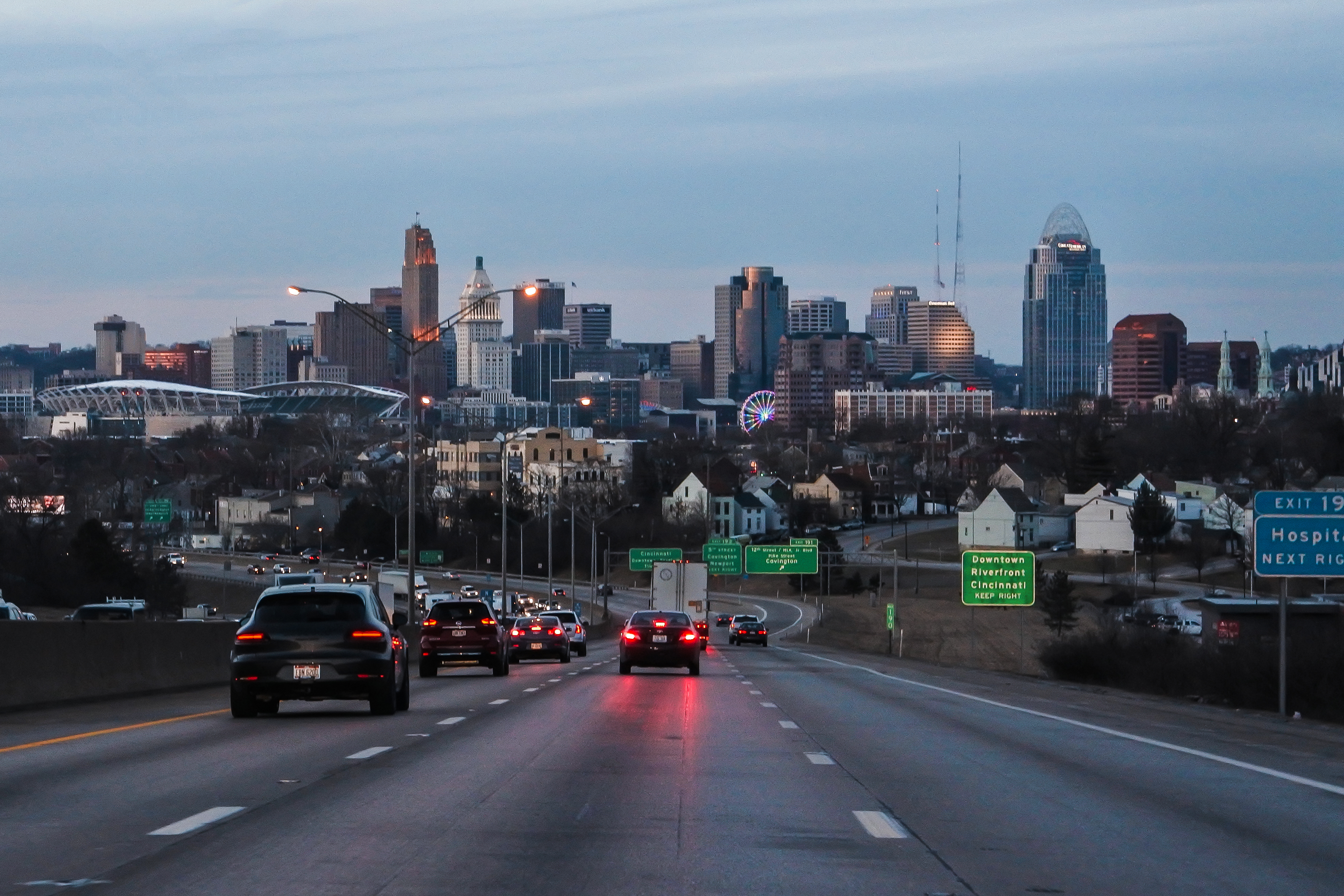
Stadt Cincinnati

### Countys
- Brown County, Ohio
- Butler County, Ohio
- Clermont County, Ohio
- Hamilton County, Ohio
- Warren County, Ohio
- Boone County, Kentucky
- Bracken County, Kentucky
- Campbell County, Kentucky
- Gallatin County, Kentucky
- Grant County, Kentucky
- Kenton County, Kentucky
- Pendleton County, Kentucky
- Dearborn County, Indiana
- Franklin County, Indiana
- Ohio County, Indiana
- Union County, Indiana

### Orte
- Cincinnati, Ohio
- Hamilton, Ohio
- Middletown, Ohio
- Fairfield, Ohio
- Covington, Kentucky
- Mason, Ohio
- Florence, Kentucky
- Independence, Kentucky
- Oxford, Ohio
- Lebanon, Ohio

## Bevölkerung
Der Großraum Cincinnati hat ein langsames, aber beständiges Bevölkerungswachstum erlebt. 2020 waren 76,9 % der Bevölkerung Weiße, 12,1 % waren Schwarze, 3,0 % waren Asiaten, 0,3 % waren amerikanische Ureinwohner und 7,8 % gehörten mehreren oder sonstigen Gruppen an. Insgesamt 4,2 % waren, unabhängig von der Ethnie, spanischer oder lateinamerikanischer Abstammung (Hispanics).
| Jahr | Einwohner¹ |
| ---- | ---------- |
| 1950 | 1.244.738  |
| 1960 | 1.544.659  |
| 1970 | 1.690.234  |
| 1980 | 1.753.801  |
| 1990 | 1.844.917  |
| 2000 | 2.009.632  |
| 2010 | 2.130.151  |
| 2020 | 2.256.884  |

¹ 1950–2020: Volkszählungsergebnisse

## Wirtschaft
Das Bruttoinlandsprodukt der Metropolregion belief sich 2020 auf 153 Milliarden US-Dollar und sie gehörte damit zu den 50 größten städtischen Wirtschaftsräumen in den Vereinigten Staaten.